# Zofia Daszyńska-Golińska

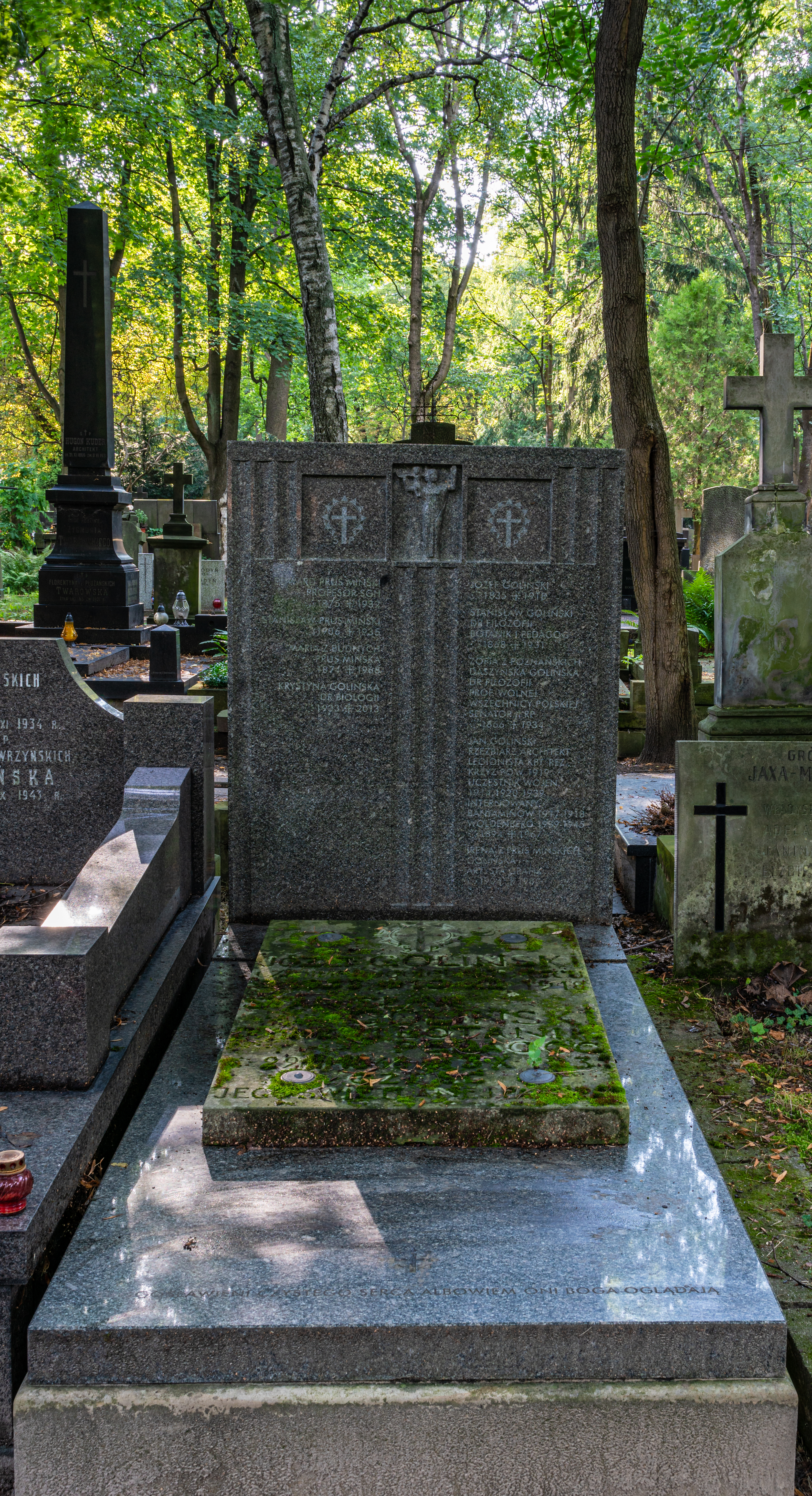
Grób rodzinny Jana i Zofii Golińskich na cmentarzu Powązkowskim

Zofia Emilia Daszyńska-Golińska de domo Poznańska, ps. „Jaskółka”, „Z.D.”, „Z.D.-G.” (ur. 6 sierpnia 1860 lub 1866 w Warszawie, zm. 11 lub 19 lutego 1934 tamże) – polska ekonomistka, historyczka gospodarki, socjolożka, działaczka społeczna i polityczna, senator II kadencji w II RP i feministka.

## Życiorys
Pochodziła ze zubożałej rodziny ziemiańskiej. Uczyła się w gimnazjach rządowych w Warszawie i Lublinie. Była absolwentką Uniwersytetu Latającego. Po ukończeniu tego ostatniego rozpoczęła studia w Szwajcarii. Ukończyła ekonomię na Uniwersytecie Zuryskim, gdzie jako pierwszej kobiecie pozwolono jej obronić doktorat w 1891, potem przez rok studiowała w Wiedniu. Po powrocie do kraju w latach 1892–1894 wykładała na Uniwersytecie Latającym w Warszawie. Wydalona z granic imperium rosyjskiego za udział w manifestacji ku czci Jana Kilińskiego wyjechała w 1894 do Niemiec i pracowała na Uniwersytecie Humboldta w Berlinie gdzie w 1896 uzyskała tytuł docenta.
Po dwuletnim pobycie w Niemczech zamieszkała w Krakowie. Początkowo zafascynowana marksizmem, z czasem stała się bardzo wobec niego krytyczna. W 1898 ogłosiła na łamach „Życia” (gdzie następnie kierowała przez sześć tygodni działem naukowo-społecznym) polemiczną recenzję Die industrielle Entwickelung Polens Róży Luksemburg. W 1900 r. opublikowała studium Przełom w socjalizmie w którym opowiedziała się za poglądami Eduarda Bernsteina i Edwarda Davida postulującymi rewizję doktryny marksistowskiej. W swej ewolucji do 1914 roku stała się zwolenniczką kooperatyzmu. W przededniu wojny opublikowała także monografię Rozwój i samodzielność gospodarcza ziem polskich (Kraków 1914) w której uzasadniała istnienie samodzielności ekonomicznej ziem polskich. Choć jej domeną była ekonomia, interesowały ją taternictwo i archeologia. Brała też aktywny udział w działalności społecznej, szczególnie silnie angażując się w walkę z alkoholizmem oraz walcząc o równouprawnienie kobiet. W tych kwestiach opublikowała wiele broszur i artykułów. Była założycielką stowarzyszenia robotniczego „Trzeźwość” w Krakowie. Wykładała na Uniwersytecie Ludowym im. A. Mickiewicza w Krakowie, w Szkole Gospodarstwa Domowego we Lwowie oraz na Kursach Baranieckiego w Krakowie. Współpracowała także z Towarzystwem Kultury Polskiej (1908–1913) i wykładała ekonomię polityczną na Wydziale Humanistycznym Towarzystwa Kursów Naukowych w Warszawie (1909-1910).
Po wybuchu I wojny światowej sekretarz Prezydium Komitetu Obywatelskiego Polskiego Skarbu Wojskowego w sierpniu 1914 roku. Po powstaniu Naczelnego Komitetu Narodowego kierowała jego Biurem Prac Ekonomicznych w Krakowie. Od 1915 działaczka Ligi Kobiet Galicji i Śląska w Krakowie, a w latach 1916–1918 członkini Naczelnego Zarządu LKGiŚ. Była w nim jedną z najbardziej zdecydowanych rzeczniczek walki o prawa polityczne i socjalne kobiet. W dniach 8–9 września uczestniczyła w Zjeździe Kobiet Polskich w Warszawie który obradował pod hasłem „Uobywatelnienia kobiet w niepodległym, zjednoczonym państwie polskim” Od 1 stycznia 1917 do 28 kwietnia 1918 była naczelną redaktorką, a zarazem redaktorem literackim tygodnika „Na Posterunku” który był wspólnym organem lig kobiecych Galicji i Królestwa Polskiego.
Od maja 1918 mieszkała w Warszawie. W latach 1918–1921 pracowała w referacie pracy kobiet i młodocianych Ministerstwa Pracy i Opieki Społecznej. Od 1919 profesor Wolnej Wszechnicy Polskiej, gdzie wykładała ekonomię polityczną. W pracach naukowych zajmowała się głównie historią gospodarczą, historią myśli ekonomicznej, demografią i socjologią pracy. Była członkinią Klubu Politycznego Kobiet Postępowych. Po przewrocie majowym związała się z sanacją. W poglądach ekonomicznych opowiadała się w tym czasie za interwencjonizmem państwowym. Członkini Demokratycznego Komitetu Wyborczego Kobiet Polskich. Przystąpiła także do Związku Pracy Obywatelskiej Kobiet kierowanej przez Zofię Moraczewską. W latach 1928–1930 była senatorką RP II kadencji z listy państwowej BBWR, gdzie pracowała zwłaszcza w komisjach zajmujących się polityka społeczną. Spoczywa na cmentarzu Powązkowskim w Warszawie (kwatera 196, rząd 5, grób 11).
Jej pierwszym mężem był poznany na studiach w Zurychu Feliks Daszyński (1863–1890) publicysta i działacz socjalistyczny, brat Ignacego Daszyńskiego. Drugi raz wyszła za mąż w 1896 za Stanisława Golińskiego (1868–1931), z którym miała syna Jana (1894–1967), kapitana artylerii Wojska Polskiego, architekta, artystę-rzeźbiarza.

## Ordery i odznaczenia
- Krzyż Niepodległości – 19 grudnia 1933 „za pracę w dziele odzyskania niepodległości”[20]
- Krzyż Oficerski Orderu Odrodzenia Polski – 2 maja 1923 „w uznaniu zasług, położonych na polu pracy obywatelskiej”[21][22]

## Twórczość
- Ziirlchs Bevolkerung im XV I Jahrhundert (1891)
- Szkice metodologiczne (1892)[23]
- Współczesny ruch kobiecy wobec kwestii robotniczej (1897)
- Zarys ekonomii społecznej (1898)
- Przełom w socjalizmie (1900)[24]
- Badania nad alkoholizmem w Galicji zach. (1902)
- Kapitalizm bierny i czynny (1903)
- Głos kobiet w kwestii kobiecej – rozdział Kobieta obywatelka (1903)
- Alkoholizm jako objaw choroby społecznej (1905)[25]
- Uście Solne (1906)[26]
- Miasta i cechy w dawnej Polsce (1906)[27]
- Ekonomia społeczna t. 1–2 (1906–1907)[28][29]
- Przemysłowe zużytkowanie spirytusu jako środek w walce z alkoholizmem (1907)
- Utopia najbliższej przyszłości (Kraków 1907)[30]
- Myśli o przyszłym ustroju rodziny (1910)
- Praca oświatowa jej zadania, metody, organizacja – rozdziały Domy ludowe i Walka z alkoholizmem w służbie oświaty i etyki (1913)
- Ekonomiści Polscy, t. 1–11 (1911–1918)
- Rozwój i samodzielność gospodarcza ziem polskich (Kraków 1914)[31]
- La Chine et le systeme physiocratique en France (1922)[32]
- Miasto rolników (1922)[33]
- Les valeurs caracferistiques de la science economique en Pologne (1923)
- Praca, zarys socjologii, polityki i ustawodawstwa pracy (1924)
- Ustawodawstwo eugeniczne wobec małżeństwa (1925)
- Kwestia kobieca a małżeństwo (1925)[34]
- Zagadnienia polityki populacyjnej (1927)[35]
- Polityka społeczna (1933)[36].